# Ju-Lin de Visser
Ju-Lin de Visser is een Nederlands langebaanschaatsster, die uitkomt voor Team FrySk. 
De Visser werd op eenjarige leeftijd geadopteerd, en kwam terecht in Werkendam.
In 2024 reed De Visser een jaar lang neutraal, dus kwam ze niet meer uit voor Nederland, zodat ze in 2025 voor haar geboorteland Taiwan kon uitkomen. Ze zal wel in Heerenveen blijven trainen.

## Resultaten
Op de Wereld Universiteitskampioenschappen schaatsen 2022 behaalde De Visser een zilveren medaille op het onderdeel ploegenachtervolging.
Op de Nederlandse kampioenschappen schaatsen afstanden 2023 startte ze op de 1000 en 1500 meter. 